# دوم سالبادور
دوم سالبادور (بالبرتغالية: Dom Salvador‏) هو عازف بيانو برازيلي، ولد في 1938 في ريو كلارو في البرازيل.

## روابط خارجية
- دوم سالبادور على موقع IMDb (الإنجليزية)
- دوم سالبادور على موقع ميوزك برينز (الإنجليزية)
- دوم سالبادور على موقع ديسكوغز (الإنجليزية)